# Evaniella pulcherrima
Evaniella pulcherrima är en stekelart som först beskrevs av Gyöö Viktor Szépligeti 1903.  Evaniella pulcherrima ingår i släktet Evaniella och familjen hungersteklar. Inga underarter finns listade i Catalogue of Life.